# Episodi di Totally Spies! - Che magnifiche spie! (quinta stagione)
Il seguente è l'elenco completo degli episodi della quinta stagione della serie d'animazione Totally Spies:

| Nº | Titolo originale                                 | Titolo italiano                          | Prima TV originale | Prima TV Italia |
| -- | ------------------------------------------------ | ---------------------------------------- | ------------------ | --------------- |
| 1  | Evil Graduation                                  | Diploma da incubo                        | 26 aprile 2010     | 14 luglio 2014  |
| 2  | Evil Roommate                                    | Una perfida compagna di stanza           | 27 aprile 2010     | 15 luglio 2014  |
| 3  | Evil Professor                                   | Spie al college                          | 28 aprile 2010     | 16 luglio 2014  |
| 4  | The Granny                                       | La nonna                                 | 29 aprile 2010     | 17 luglio 2014  |
| 5  | Another Evil Boyfriend                           | Un perfido fidanzato                     | 30 aprile 2010     | 18 luglio 2014  |
| 6  | Return of Geraldine                              | Il ritorno di Geraldine                  | 3 maggio 2010      | 21 luglio 2014  |
| 7  | Evil Sorority                                    | Un pericoloso microchip                  | 4 maggio 2010      | 22 luglio 2014  |
| 8  | Evil Gymnasts                                    | Missione in Europa                       | 5 maggio 2010      | 23 luglio 2014  |
| 9  | Evil Pizza Guys                                  | Missione a Roma                          | 6 maggio 2010      | 24 luglio 2014  |
| 10 | Evil Shoe Designer                               | Questione di scarpe                      | 7 maggio 2010      | 25 luglio 2014  |
| 11 | Virtual Stranger                                 | Realtà simulata                          | 10 maggio 2010     | 28 luglio 2014  |
| 12 | WOOHPersize Me                                   | Whoopizzazione!                          | 11 maggio 2010     | 29 luglio 2014  |
| 13 | Evil Hotel                                       | Un resort molto esclusivo                | 12 maggio 2010     | 30 luglio 2014  |
| 14 | Totally Mystery Much                             | Missione sulla neve                      | 13 maggio 2010     | 31 luglio 2014  |
| 15 | Evil Sushi Chef (Jazz Hands Return – Part 1)     | La missione segreta di Sam               | 14 maggio 2010     | 1º agosto 2014  |
| 16 | Miss Spirit Fingers (Jazz Hands Return – Part 2) | Un comportamento sospetto                | 17 maggio 2010     | 8 agosto 2014   |
| 17 | Mime World (Jazz Hands Return – Part 3)          | Il mimo                                  | 18 maggio 2010     | 9 agosto 2014   |
| 18 | Evil Mascot                                      | Attacco al campus                        | 19 maggio 2010     | 10 agosto 2014  |
| 19 | The Show Must Go On... Or Else                   | Lo spettacolo deve continuare            | 20 maggio 2010     | 11 agosto 2014  |
| 20 | Zero to Hero                                     | La barista del mese                      | 21 maggio 2010     | 12 agosto 2014  |
| 21 | WOOHP-tastic!                                    | La lavanderia degli orrori               | 24 maggio 2010     | 13 agosto 2014  |
| 22 | So Totally Not Groove-y                          | Una giornata di shopping al "The Groove" | 25 maggio 2010     | 14 agosto 2014  |
| 23 | Ho-ho-ho-no!                                     | Natale con la neve                       | 26 maggio 2010     | 15 agosto 2014  |
| 24 | Totally Icky                                     | Beverly Hills: Allarme inquinamento      | 27 maggio 2010     | 16 agosto 2014  |
| 25 | Totally Dunzo                                    | Il perfido Mister X                      | 28 maggio 2010     | 17 agosto 2014  |
| 26 | Totally Dunzo                                    | La resa dei conti                        | 1º giugno 2010     | 18 agosto 2014  |